# UDIROS
Sportvereniging UDIROS (voluit: Us Doarp Is Ryk Oan Sport) is de omnisportvereniging voor de dorpen Nieuwehorne en Oudehorne, gemeente Heerenveen, Friesland, Nederland.

## Algemeen
De vereniging ontstond per 17 december 1949 als gevolg van het samengaan van de korfbalvereniging NKC en voetbalvereniging RODA. Thuisbasis is het “Sportpark Nieuwehorne”. De club telt afdelingen voor gymnastiek, korfbal, voetbal en volleybal. Naast de huidige afdelingen zijn er nog andere afdelingen geweest die later weer ter ziele gingen.
Bestuur
De afdelingen van UDIROS functioneren op sportief gebied geheel zelfstandig en hebben een eigen bestuur. Algehele coördinatie, algemene- en externe zaken zijn ondergebracht bij het dagelijks bestuur, waaronder een aantal commissies vallen.
Financiën
Het bijeenbrengen van de kassen van NKC en RODA zorgde voor een startkapitaal van 725 gulden. Wel moest er meteen voor de gymnastiek al veel materiaal worden aangeschaft. De contributie werd vastgesteld op een dubbeltje per week (tot 14 jaar), vijftien cent (14-17 jaar) en twee dubbeltjes (oudere leden). Een gecombineerd lidmaatschap (voetbal, korfbal en gymnastiek) kostte ook twintig cent. Op de ledenvergadering van 25 januari 1951 werd besloten om de contributie voor senioren te verhogen naar een kwartje per week omdat het kassaldo zo sterk was gedaald. In de zomer van 1952 bleek de afdeling gymnastiek de grote slokop te zijn voor de vereniging zodat voor het eerst de contributie wordt gedifferentieerd per afdeling: de gym-contributie ging met vier cent omhoog. Nieuwe penningmeester Riekele Hoekstra spoorde de leden aan zo veel mogelijk naar uitwedstrijden op de fiets te gaan. Een bazaar in november leverde 1150 gulden op. In 1957 begon UDIROS met de voetbaltoto.
Accommodatie
In eerste instantie bleven de korfballers spelen achter café Jansma en de voetballers op het veld van café Schreur. Nu de afdeling atletiek en gymnastiek zo enorm opbloeiden en café Jansma van eigenaar veranderde, zou het terrein van Schreur inclusief onderhoud voortaan voor alle sporters voor zes gulden per week worden gehuurd: op het voorste deel de voetbal en op het achterste deel de korfbal. In de noordoosthoek werd een zandbak voor de atletiek aangelegd. Anne Reitsma werd voor één gulden per dag als terreinknecht aangesteld voor het schoonhouden van de velden en het kalken van de lijnen. In het voorjaar van 1951 werd met Jan Schreur afgesproken dat er voortaan zes teiltjes water klaar zullen staan voor de tegenstanders in voetbalwedstrijden. Op 5 februari 1957 werd er besloten om een houten kleedgelegenheid op het veld te bouwen. De bouwkosten overschreden het budget met 170 gulden, een fiks bedrag in die tijd. Na het gemeentelijk besluit van 7 november 2008 (unaniem gesteund door de raadsfracties) vindt het verplaatsen van de velden met sporthal naar achter de Sevenaerschool plaats. Op de oude sportvelden is nu ruimte voor een gefaseerde inbreiding van het dorp met huizenbouw. Op 11 januari 2013 is het nieuwe sportcomplex aan het Master van Dijkpaad feestelijk geopend door wethouder Lykele Buwalda in het bijzijn van Henriette Huitema (Plaatselijk Belang) en Rinke Brandenburg (Stichting Horne Sport & SV UDIROS).
Clubblad
Het clubblad verscheen voor het eerst in september 1951 onder redactie van Luitzen van der Sluis en Geert de Jong, maar ging weer ter ziele in 1954. Pas in 1966 werd de draad weer opgepakt. In 1999 heeft het bestuur aan de algemene leden voorgesteld om van het clubblad het officiële verenigingsorgaan te maken en het abonnementsgeld bij het innen van de contributie te verrekenen. Dit omdat bijna elk gezin reeds een clubblad ontving, de administratieve rompslomp van het apart innen van abonnementsgeld hiermee van de baan was wat de druk op vrijwilligers verlichtte en omdat dit paste binnen het bestuursbeleid om het contact met sponsoren te centraliseren. Sindsdien viel bij elk UDIROS-gezin maandelijks een exemplaar op de deurmat. Helaas heeft onder de druk van de sociale media dit papieren clubblad geen bestaansrecht meer kunnen opleveren. Een periodieke nieuwsbrief moet nu dit manco aan informatie trachten op te vullen.
Supportersvereniging
In 1958 werd er een supportersvereniging opgericht, die de vereniging het jaar daarop een pick up en een evenwichtsbalk geschonken heeft.

## Historie

### NKC
Na het oprichten van de Nederlandse Korfbal Bond in 1903, later opgegaan in het huidige KNKV, waaierde deze sport langzaam uit over Nederland en ook naar dit deel van Friesland. Het duurde echter tot 1942 voordat er in Nieuwehorne in officieel verband werd gekorfbald. In dit jaar werd de korfbalvereniging NKC (Nijhornster Korfbal Club) opgericht door de gebroeders Jolle en Jan Jansma. De sportieve verrichtingen werden gedaan achter het café van vader Albert Jansma waar zich op dit moment nog steeds het sportcomplex van UDIROS bevindt. Er werd destijds gespeeld in witte shirts met blauwe kraag en manchet en zwarte broekjes of rokjes.
Tragisch ongeluk
Op 10 juni 1946 werden de dorpen opgeschrikt door een tragisch ongeluk. Twee van hun korfballers, Anneke Mulder en Jan Jansma, kwamen die middag uit voor het twaalftal van de Friese Korfbal Bond op het Pinkstertoernooi in Rottevalle. Op de terugreis kwam de vrachtwagen waarin dit team werd vervoerd bij Drachtstercompagnie in botsing met de stoomtram Drachten-Groningen. Zes korfballers lieten het leven waaronder de twee dorpsgenoten. Nadat de laatste eer aan deze jonge sporters was bewezen, waarbij aspiranten van NKC een erehaag vormden, is er in de tweelingdorpen een jaar lang geen sport beoefend.

### RODA
In het najaar van 1946, werd in café Schreur de voetbalvereniging RODA (Recht Op Doel Af) opgericht. Dit met name dankzij de heer Jan van Dijk, destijds schoolmeester van de openbare school in Nieuwehorne, die soortgelijke inspanningen had verricht voor de amateurvoetbalvereniging in Heerenveen. Caféhouder Schreur beschikte over een stuk weiland wat door hem beschikbaar werd gesteld om op te spelen en in ditzelfde café kon men zich omkleden en in de rust een bakje thee drinken. Succes bleef niet lang uit, want het eerste seizoen in de derde klasse werd RODA al kampioen.

### Oprichting
Op 17 december 1949 werd er op initiatief van meester van Dijk en Jolle Jansma door NKC en RODA een gezamenlijke vergadering belegd. De aanleiding hiervoor was dat vele sporters destijds van beide verenigingen lid waren en dit organisatorisch nog weleens tot wrijving leidde. In deze vergadering werd er besloten tot het oprichten van een gezamenlijke vereniging voor korfballers, voetballers en gymnasiasten; Jan van Dijk zou de eerste voorzitter van de gezamenlijke vereniging worden. Na stemming werd er gekozen voor de naam UDIROS wat betekende dat Alie Hofstra de prijsvraag voor het bedenken van een passende naam had gewonnen. Op de huishoudelijke vergadering van 26 april 1950 presenteerde Willem de Jong het clubembleem wat bij de aanwezigen direct in de smaak viel. Later zou Minke de Vos (de eerste penningmeester van UDIROS) de eerste UDIROS-vlag ontwerpen. Op zaterdag 5 augustus 1950 wordt een ieder van de heugelijke oprichting op de hoogte gesteld door een optocht door de dorpen achter het korps van christelijke muziekvereniging De Vrije Fries aan.

## Gymnastiek
De oprichting van de afdeling gymnastiek bleek een succes: op 5 augustus 1950 werd er meteen een turndag georganiseerd (na afloop van de optocht). Na de eerste uitvoering op 18 februari 1952 stelde het bestuur op 26 februari vast dat de afdeling al 253 leden telde. Er werd geoefend onder leiding van dorpsgenoot Alle Jan Boerstra die een opleiding tot gymnastiekleraar volgde in Groningen. Het oefenen en de uitvoeringen vonden wederom plaats in café Schreur. Op 19 maart 1955 werd de afdeling aangesloten bij het Nederlandse Gymnastiek Verbond, de huidige KNGU. In 1957 werd de gymnastiek uitgebreid met een kleuterafdeling.
De afdeling gymnastiek kent diverse groepen van jong tot oud op het gebied van gymnastiek, turnen en dans. Gymnastiek beoefenen kan al vanaf drie jaar. Bij het turnen zijn er selectiegroepen die aan officiële wedstrijden meedoen. Ook het dansen wordt beoefend in alle leeftijdscategorieën waarbij de groep Expansion het keurkorps vormt. Tot slot wordt er aan bodyfit gedaan.

## Korfbal
De korfballers van UDIROS hebben jarenlang faam gemaakt door uit te komen in de landelijke overgangsklasse. In het seizoen 2014/15 waren er drie seniorenteams en negen jeugdteams ingeschreven bij de KNKV. UDIROS-Korfbal 1.

## Voetbal
Naast het standaardelftal, dat met ingang van het seizoen 2019/20 de overstap van het zondag- naar het zaterdagvoetbal maakte, komt de club verder nog met zaterdag 2, zondag 2 bij de senioren, zes jeugdteams en twee vrouwenelftallen (7e klasse) uit. Sinds het seizoen 2013/14 heeft de club een samenwerkingsverband met profclub Sc Heerenveen. Het vrouwenteam en de vrouwenbeloften hadden bij UDIROS in Nieuwehorne hun vaste trainingsplek.

### Standaardelftallen

#### Zaterdag
Voor het seizoen 2019/20 werd de overstap van het zondag- naar het zaterdagvoetbal gemaakt. Het standaardelftal startte in de Vijfde klasse van het KNVB-district Noord.

##### Competitieresultaten
| \| - 5A \| |
| 20         |
| - 5A       |

| Vijfde klasse |

#### Zondag
Het standaardelftal speelde laatstelijk in het seizoen 2018/19 in de Vierde klasse zondag van het KNVB-district Noord.
Op 2 juli 1950 werd er een feestavond georganiseerd in café Schreur naar aanleiding van het kampioenschap van UDIROS 1 in de tweede klas FVB. In het jaar 1957 werd er voor het eerst begonnen met zaalvoetbaltraining onder leiding van Jan Adema. In het voorjaar van 1958 promoveerde UDIROS naar de vierde klasse KNVB.

##### Competitieresultaten voetbal 1959–2018
| 8 4A |

| 8 4B |

| 10 4B |

|  |

|  |

| 2 4B |

| 2 4B |

| 3 4B |

| 8 4B |

| 8 4B |

| 4 4B |

| 10 4B |

| 6 4B |

| 6 4B |

| 6 4B |

| 8 4B |

| 6 4B |

| 8 4B |

| 5 4B |

| 8 4B |

| 7 4B |

| 3 4B |

| 6 4B |

| 6 4B |

| 6 4C |

| 2 4C |

| 4 4B |

| 5 4B |

| 8 4B |

| 7 4B |

| 9 4B |

| 10 4B |

| 7 4B |

| 12 4B |

| 5 |

| 9 |

| 5 |

| 8 |

| 4 5B |

| 3 5B |

| 9 4B |

| 11 4B |

| 5 5B |

| 4 5B |

| 2 5A |

| 3 4B |

| 3 4C |

| 3 4B |

| 3 4C |

| 3 4B |

| 10 4A |

| 8 4A |

| 12 4A |

| 2 5B |

| 1 5B |

| 1 4B |

| 6 3B |

| 3 3A |

| 9 3A |

| 12 3D |

| - 4A |

| Derde klasse | Vierde klasse | Vijfde klasse | Hoofdklasse FVB |

In elke staaf van de grafiek staat van boven naar beneden vermeld: 
- Eindnotering

Dit is de positie die de club heeft bereikt in de competitie, zonder eventuele beslissings-, play-off- of nacompetitiewedstrijden die nodig zijn geweest om bijvoorbeeld de kampioen van de competitie te bepalen.
Indien een * achter het getal staat is de notering een tussenstand en kan het zijn dat de notering niet overeenkomt met de uiteindelijke eindstand van de competitie.
Staat er een - dan is het seizoen nog bezig en is er geen definitieve uitslag bekend.
Staat er xx op de positie van de notering, dan heeft de club vroegtijdig de competitie verlaten. Dit kan onder andere komen door terugtrekking van het team, faillissement van de club of door een uitgedeelde straf van de KNVB. In veel gevallen staat elders in het artikel de reden vermeld.
Staat er een ? dan is het resultaat uit het verleden onbekend, en is alleen de competitie of het niveau bekend van dat seizoen.
In de seizoenen 2019/20 en 2020/21 werd wegens de coronacrisis het amateurvoetbal afgebroken. Daardoor kennen deze staven geen eindklassering (middels -- weergegeven).
- Competitieniveau en afdelingsletter of Officiële eindstand Eredivisie
  - Competitieniveau en afdelingsletter

Hierbij geeft het getal het niveau weer, dat ook terug te vinden is in de legenda. De letter is de afdelingsaanduiding en wordt gebruikt wanneer er meer afdelingen zijn op hetzelfde niveau. De afdelingsletter is altijd een hoofdletter en wordt meestal zonder nummer gebruikt.
Voorbeeld: 2F is niveau 2e klasse competitie F.
Het competitieniveau en nummer wordt niet vermeld wanneer er slechts één competitie van dit niveau was.
  - Officiële eindstand Eredivisie (getal staat tussen haakjes vermeld)

Sinds de introductie van play-offwedstrijden voor Europees voetbal na afloop van de reguliere competitie in 2005/06, is de KNVB verplicht een eindstand van de Eredivisie door te geven aan de UEFA aan de hand van deze play-offwedstrijden.
Bij deze eindstand staan clubs die zich hebben gekwalificeerd voor Europees voetbal hoger dan clubs die zich niet wisten te kwalificeren. Indien er geen verschil was tussen de eindnotering en de officiële eindstand, staat dit getal niet vermeld.

- Onderafdeling

Hier staat afgekort de naam van de onderafdeling indien de club in dat jaar in een onderafdeling uitkwam. Tevens staat deze afkorting in de legenda en wordt gelinkt naar het artikel over deze onderafdeling. Deze afkorting wordt alleen vermeld wanneer de club in het verleden in verschillende onderafdelingen heeft gespeeld. Deze vermelding is in de staaf altijd in kleine letters. Deze onderafdelingen zijn na het seizoen 1995/96 afgeschaft. Heeft de club in slechts één onderafdeling gespeeld, dan is dit alleen terug te vinden in de legenda.
Onder de staaf staat het jaartal vermeld waarin het seizoen is afgesloten. 15 verwijst naar het seizoen 2014/15 of eventueel het seizoen 1914/15.
Wanneer een staaf leeg is, zijn deze gegevens niet bekend. Het kan ook zijn dat de club dat seizoen niet heeft meegespeeld op het hogere amateurniveau, vroegtijdig de competitie heeft verlaten of uit de competitie is gezet.

In het seizoen 1944/45 was er wegens de Tweede Wereldoorlog geen regulier competitievoetbal.

## Volleybal
In november 1962 werd de afdeling volleybal opgericht met als leider Tiemen Veenstra, een sportman in hart en nieren die later bekendheid zou krijgen als keeper van sc Heerenveen.
De volleybalafdeling zijn schreef voor het seizoen 2013/14 drie vrouwen- en een mannenteam in bij de Nederlandse volleybalbond (NeVoBo). UDIROS-Volley-Dames 1 kwam uit in de eerste klasse. Naast deze competitieteams zijn er een grote groep volleybalmini's en recreanten actief.

## Voormalige afdelingen
Atletiek
Op de bestuursvergadering van 4 januari 1951 werd besloten om UDIROS uit te breiden met de nieuwe afdeling atletiek, met trainingen wederom onder leiding van Alle Jan Boerstra. Meerdere noordelijke atletiekwedstrijden zouden worden georganiseerd in Nieuwehorne, met veel publiek langs de lijnen. De zeventig atleten haalden uiteindelijk drie keer vierentwintig prijzen binnen, onder andere het Kampioenschap van Friesland voor c-d junioren meisjes, een eervolle derde plaats voor de jongens en een tienkamp kampioenschap in Groningen. Ondanks deze prestaties werd in het voorjaar van 1953] het lidmaatschap van de Koninklijke Nederlandse Atletiek Unie opgezegd omdat er nog vier atleten over waren.
Rugby
De sportvereniging UDIROS heeft ook voor enige tijd een rugby-afdeling gekend. De rugbyers speelden hun wedstrijden op het derde veld tegen het Sevenaerspad. Bij het opheffen hiervan zijn de overgebleven leden veelal uitgeweken naar de Wrotters in Gorredijk en de Feanster Rugby Club in Heerenveen.

## Trivia
- De naam UDIROS werd na stemming gekozen boven de namen ODIS (Ons Doel Is Samenwerken) en DAMOS. Het mannelijke deel van de vergadering zou deze twee namen te vrouwelijk hebben gevonden aldus de (vrouwelijke) overlevering.
- Doordat in de naam van de vereniging valt te lezen Ùs Doarp (Ons Dorp) kan de indruk ontstaan dat men bij de oprichting alleen Nieuwehorne heeft willen aanduiden. Oprichtingsvoorzitter Jan van Dijk verklaart in het jubileumboek echter, dat dit staat voor de symboliek van twee dorpen die in de sport één zijn.
- In de tijd van de oprichting werd het als een doorbraak gezien dat de christelijke muziekvereniging voor de sporters uit ging. Deze speciale gebeurtenis zou tot stand zijn gekomen onder de voorwaarde dat de optocht op zaterdag plaats zou vinden in plaats van zondag.
- Sportvereniging UDIROS heeft in haar 60-jarig bestaan vier voorzitters gehad, wat betekent dat een voorzitter van UDIROS gemiddeld 15 jaar zitting heeft.